# Vi Cầm
Vi Cầm tên đầy đủ là Nguyễn Vi Cầm (sinh năm 1983 tại Hà Nội) là một nữ diễn viên điện ảnh Việt Nam. Vi Cầm xuất thân là một nhạc công violin, tốt nghiệp Nhạc viện Hà Nội tuy nhiên cô nổi tiếng hơn cả với vai trò diễn viên. Hai vai diễn thành công của Cầm luôn được khán giả nhớ đến là vai Na của Hoa cỏ may và vai Hà của Chuyện phố phường.

## Các phim tham gia
- Hoa cỏ may (2001)
- Đất và người (2002)
- Lão hà tiện vui tính (2003)
- Chuyện phố phường (2004)
- Chiếc thẻ SIM (2006)
- Đèn vàng (2006)
- Hắn là tôi (2007)
- Phóng viên thử việc (2007)
- Mùa hè rớt (2008)
- Những người độc thân vui vẻ (2008)
- Nhà có nhiều cửa sổ (2 phần, 2008-2009)
- Đếm ngược cho đến 30 (2011)
- Chủ tịch tỉnh (2011)
- Rừng chắn cát (2011)
- Siêu thị tình yêu (2012)
- Hai phía chân trời (2012)
- Ông tơ hai phẩy (2012)

## Đời tư
- Cuối năm 2009 Vi Cầm kết hôn, sau đó chuyển về làm việc tại Tổng công ty bảo hiểm dầu khí Việt Nam. Năm 2016 cô  ly hôn chồng.[2][3]